# Chaudoir
Chaudoir – polski herb baronowski.

## Opis herbu

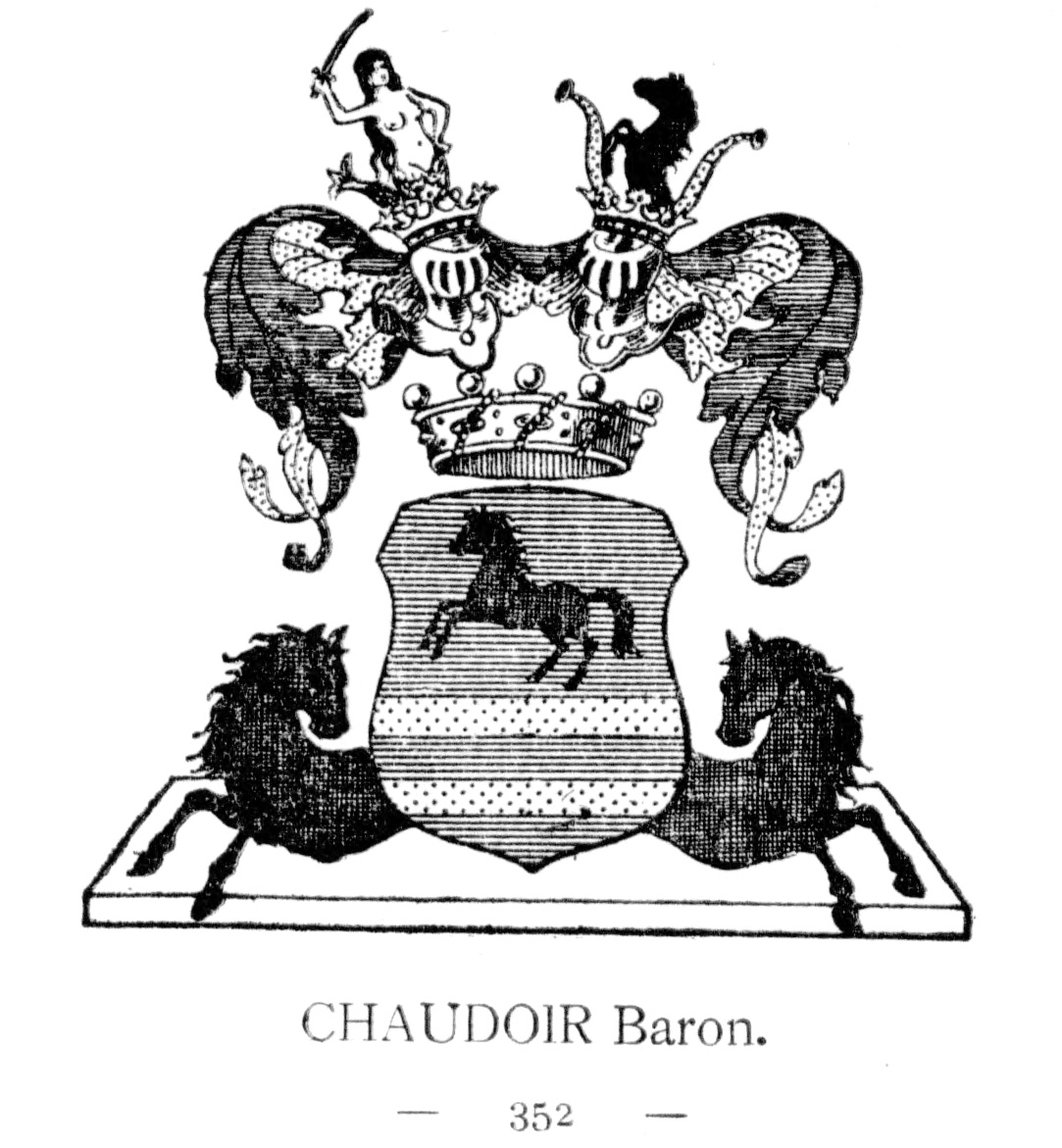
Herb Chaudoir według Juliusza Ostrowskiego, Księga herbowa rodów polskich. Warszawa 1897 r.

### Opis historyczny
Juliusz Ostrowski blazonuje herb następująco: 

Na tarczy ściętej w polu górnem błękitnem – koń czarny w biegu; w dolnem zaś – dwa pasy poprzeczne, złote i błękitne naprzemian. Nad francuzką baronowską koroną dwa ukoronowane hełmy, nad pierwszym syrena z wzniesionym mieczem w prawej ręce, lewą opiera się na biodrze; nad drugim między dwiema trąbami złotemi pół konia czarnego. Labry błękitne podbite złotem. Na podstawie, po bokach tarczy, dwa konie czarne widoczne do połowy głowami ku sobie zwrócone.

### Opis współczesny
Opis skonstruowany współcześnie brzmi następująco:
Na tarczy dwudzielnej w pas w polu górnym błękitnym, koń czarny w biegu; w dolnym dwa pasy poprzeczne, złote i błękitne naprzemian.
Nad tarczą francuska korona baronowska.
W klejnocie dwa ukoronowane hełmy, nad pierwszym syrena z wzniesionym mieczem w prawej ręce, lewą opiera się na biodrze; nad drugim między dwiema trąbami złotymi pół konia czarnego.
Labry herbowe błękitne, podbite złotem.

## Geneza
Herb został przyniesiony z Francji do Bawarii, gdzie czynny w Warszawie kupiec Jean-Joseph Chaudoir otrzymał od króla bawarskiego, Maksymiliana I, tytuł barona. W Królestwie Polskim Jan-Józef został przypuszczony do szlachectwa 29 listopada 1819 roku, natomiast jego syn Stanisław – 22 lutego 1820 roku. W roku 1827 otrzymali potwierdzenie tytułu baronów.

## Herbowni
Herb ten był herbem własnym, toteż do jego używania uprawniony jest tylko jeden ród herbownych:
Chaudoir.